# سيغا سوبرستارز
سيغا سوبرستارز ((بالإنجليزية: Sega Superstars)‏)، هي لعبة فيديو من تطوير سونيك تيم، ومن نشر شركة سيغا، صدرت اللعبة في الأسواق سنة 2004، وتعمل على منصة بلاي ستيشن 2 الحصرية.